# 新加坡板球場
新加坡板球場（英語：Singapore Cricket Club Ground）是一個位於新加坡的板球場地，球場兩側是新加坡板球會和新加坡康乐俱乐部會址，兩支球會均於1883年成立。球場在1920年代用作訓練馬隻場地，而今天則大多用作新年活動舉辦地點。
2003年，新加坡板球會斥資1,700萬新元把球場現代化，改善它的設施。此球場亦是新加坡首個舉行單日國際賽的地方，在1996年舉行，參賽方包括巴基斯坦、斯里蘭卡和印度。